# Karolina Wigura
Karolina Jadwiga Wigura-Kuisz (ur. 1 października 1980 w Warszawie) – polska socjolożka, historyczka idei, publicystka, pisze m.in. dla działu politycznego w Kulturze Liberalnej, wykładowczyni Wydziału Socjologii Uniwersytetu Warszawskiego.

## Życiorys

### Kariera naukowa
Ukończyła studia magisterskie w ramach Kolegium MISH UW w Instytucie Socjologii (2003) i Instytucie Nauk Politycznych (2005). Prace nad doktoratem prowadziła w ramach studiów doktoranckich w Instytucie Socjologii Uniwersytetu Warszawskiego oraz na Wydziałach Filozofii i Teologii Uniwersytetu Ludwika i Maksymiliana w Monachium. Doktorat w zakresie nauk społecznych uzyskała w 2009 na podstawie pracy pt. „Deklaracje przebaczenia i skruchy w polityce na przykładach z historii Polski, Niemiec i Ukrainy w latach 1945–2006. Teorie i praktyka”, której promotorem był Paweł Śpiewak, zaś recenzentami Stanisław Filipowicz i Robert Piłat. W 2020 uzyskała na UW habilitację w dziedzinie nauk społecznych. Pracuje jako adiunkt na Wydziale Socjologii Uniwersytetu Warszawskiego (wcześniej Instytucie Socjologii), w Zakładzie Historii Myśli Społecznej, jest także członkinią Międzyzakładowej Pracowni Pamięci Społecznej w Instytucie Socjologii UW.
Jej zainteresowania naukowe obejmują filozofię polityki – zwłaszcza Hannah Arendt, Paula Ricoeura i Karla Jaspersa; socjologię i etykę pamięci, ze szczególnym uwzględnieniem zagadnień sprawiedliwości okresu przejściowego, rozliczenia, winy, pojednania i przebaczenia w polityce – tematyce tej poświęcona jest wydana przez nią w 2011 r. książka „Wina narodów. Przebaczenie jako strategia prowadzenia polityki”; zajmuje się również historią emocji oraz emocjami i namiętnościami w polityce.
Jej książka „Wina narodów” otrzymała w 2012 nagrodę im. ks. Józefa Tischnera, a w rok później była nominowana do nagrody im. Jerzego Turowicza. Jest laureatką Stypendium im. Bronisława Geremka w Instytucie Nauk o Człowieku w Wiedniu (2012), stypendystką Programu Studiów Polskich w St. Antony’s College na Uniwersytecie Oksfordzkim (2016) i Robert Bosch Academy w ramach programu Richard von Weizsäcker Fellowship (2021).  Odbyła także pobyt naukowy w Central European University w Budapeszcie (2015). Jest laureatką konkursów grantowych Narodowego Centrum Nauki: „Preludium” i „Sonaty”. W 2020 była nominowana do Nagrody im. Tadeusza Kotarbińskiego.
W latach 2016–2018 wraz z Jarosławem Kuiszem pełniła w St. Antony’s College na Uniwersytecie Oksfordzkim funkcję współdyrektorki programu polskiego, zatytułowanego „Knowledge Bridges: Poland and the United Kingdom”.

### Działalność dziennikarska
Pracowała jako dziennikarz w Drugim Programie Polskiego Radia w latach 2003–2006, a następnie do 2009 w tygodniku „Europa”, dodatku do gazety „Dziennik. Polska Europa Świat”. Za opublikowaną w „Europie” rozmowę z Jürgenem Habermasem Europę ogarnia śmiertelny bezwład otrzymała nagrodę Grand Press za najlepszy wywiad (2008).
Należy do współzałożycieli tygodnika internetowego „Kultura Liberalna”, gdzie prowadzi dział polityczny, a także zajmujące się badaniem radykalizacji polskiej debaty publicznej Obserwatorium Debaty Publicznej.
Publikowała w „Gazecie Wyborczej”, „Rzeczpospolitej”, „Etyce”, „Przeglądzie Politycznym”, „Pryncypiach”, „Tygodniku Powszechnym”, „Znaku”. W 2015 przygotowywała, wraz z o. Maciejem Ziębą i Markiem Zającem, program o tematyce kulturalno-politycznej w TVP Kultura „To nie tak”. Komentuje politykę polską i zagraniczną.
Wraz z Katarzyną Kasią prowadzi podcast Widok z K2.

### Działalność publiczna
W latach 2012–2016 była członkinią Zarządu Fundacji im. Stefana Batorego, od 2010 jest członkinią Rady Programowej  Kongresu Kobiet, w latach 2014–2016 członkini Rady Programowej EFNI. W 2013 była stypendystką programu dla liderów Marshall Memorial Fellowship, organizowanego przez German Marshall Fund.
Zasiada w kapitule nagrody im. ks. Tischnera.

## Życie prywatne
Żona Jarosława Kuisza.

## Publikacje
- Wina narodów: przebaczenie jako strategia prowadzenia polityki, Warszawa: Wydawnictwo Naukowe Scholar – Gdańsk: Muzeum II Wojny Światowej, 2011.
- (redakcja) Krzysztof Michalski, Eseje o Bogu i śmierci, opieka red. Karolina Wigura, Warszawa: Kurhaus Publishing Kurhaus Media, 2014.
- Wynalazek nowoczesnego serca. Filozoficzne źródła współczesnego myślenia o emocjach, Warszawa: Wydawnictwo Naukowe Scholar, 2019.